# 女子攻兵
『女子攻兵』（じょしこうへい）は松本次郎による日本の漫画作品。『月刊コミック@バンチ』（新潮社）にて、2011年3月号（2011年1月21日発売）から2016年1月号（2015年11月21日発売）まで連載された。女子高生型兵器「女子攻兵」に搭乗して戦う兵士たちの運命を描いた架空戦記と同時にサイコホラーでもある。コミックスの帯 (出版) には大友克洋、諸星大二郎らがコメントを寄せている。
ライターのたまごまごは、本作を説明するのに「TVアニメ、アニメ映画の巨大ロボット（作中の呼称は「汎用人型決戦兵器 人造人間」）エヴァンゲリオンを女子高生とするとイメージがわきやすい」と述べている。なぜ巨大兵器が女子高生型なのか? 女子攻兵が学校の制服を着用していたり、細部まで若い女の子型といった理由は作中では説明されておらず、この謎自体は二の次となっている。

## あらすじ
人知を超えた高性能コンピュータ・預元者が異次元を人間たちが住みやすい環境にした結果、価値観の違いにより、移住者と地球連合軍との間で戦争が行われていた。
次元世紀2011年、戦局打開のため、地球連合軍は新東京都市に女子高生型巨大ロボ「女子攻兵」を投入した。異次元兵器である女子攻兵は並みの兵器をものともしない強さを誇る一方、長時間の搭乗によりパイロットが発狂して女子高生のような言動をとるデメリットがあった。
主人公・タキガワ中尉は、制御不能となった女子攻兵を始末する「ハイエナ隊」こと第13独立女子攻兵猟隊のリーダーを務めていた。ある日、彼らは異次元空間の奥地にいる女子攻兵・ツキコの探索・捕縛を命じられる。

## 世界観・用語解説
女子攻兵
預元者が開発した女子高生型巨大ロボ。生体兵器であり、傷つけられれば血を流し、内臓や肉片をまき散らす。また、飲食も行い、排泄行為も行う。
女子攻兵による直接攻撃か、「次元弾」と呼ばれる特殊武器以外の通常弾頭などではダメージを与えられない。「次元兵器」と呼ばれる兵器は女子攻兵を通して操作しないと動作しない。
パイロットが長時間搭乗すると精神が汚染され、本物の女子高生のような挙動をとってしまうという問題がある。このため、パイロットの多くは志願兵か懲罰兵である。
各機体には機種名のほかに、ホーリーネームが設定されている。たとえば、主人公・タキガワの搭乗機である「ラヴ・フォックス」には「キリコ」というホーリーネームが与えられている。通信機能もないのに携帯電話が支給されており、いるはずのない友人や家族からのメールが届く。
地球連合軍
タキガワ達の所属する勢力。異次元戦争の長期化を打破すべく、次元兵器、女子攻兵を戦線に投入する。
EZO
異次元独立解放戦線。地球連合軍に敵対する勢力。独特のマスクを装着した大量の女子攻兵を配備。タキガワ達を苦戦させる。
GBH
精神安定剤。女子攻兵のパイロットは、精神汚染を遅らせるために服用している。

## 登場人物

### 第13独立女子攻兵猟隊
通称、「ハイエナ隊」。精神汚染され制御不能となった女子攻兵を狩るのが任務。
タキガワ
本作の主人公。女子攻兵猟隊に所属する前は刑事だった。始末対象の履歴を調べてから始末する性格で、任務に忠実な軍人気質。自身の置かれた異様な状況に苦しむ。
ハラダ
「ハイエナ隊」の一員。いい加減な性格。ムードメーカー的存在。衛生兵。携帯の向こうにいる”母親”から「今晩はスキヤキ」のメールを何度も受信し、そのたびに歓喜する。
ツネフサ
「ハイエナ隊」の一員。凶暴な性格。強力な電圧銃を装備している。何かとタキガワと衝突するが任務には忠実。
J子
「ハイエナ隊」の一員で、おとなしい性格をしている。搭乗機である「ダイヤモンド・プッシー」は、ホッケーマスクを被っている。

### 軍司令部
軍司令部大佐
タキガワの上司。タキガワにツキコ討伐の指令を下す。ツキコの正体も、タキガワがなぜ女子攻兵「ラヴ・フォックス」に乗ることになったのかの事情も知っている。ツキコの策略によってタキガワに自身の特殊性癖を暴露された後は、タキガワにラヴ・フォックスへの個人的な思いを吐露する。

### 第百女子攻騎兵旅団
グレフェンベルク大佐
旅団指揮官。幼児型の女子攻兵「リトル・bud」に搭乗する。敵もろとも次元気化爆弾で蒸発する意思を示したタキガワを、「見上げた軍人精神」と評価する。気を抜くと砂場遊びを始める。
イナミ軍曹
精神汚染から逃れるために、自ら搭乗する女子攻兵「スラッティー・キャット」の眼を潰し、支給される制服や携帯を廃棄している。当初タキガワと反目するが、次第にタキガワを認めるようになる。

### その他
ツキコ
タキガワらの捕縛対象である女子攻兵。携帯電話のメールを通じてタキガワに接触を重ねる。
預元者
人知を超えた超高性能コンピュータで、異次元空間の最適化や、次元兵器ならびに女子攻兵の開発者でもある。
モリオカ
第三伝令部隊所属伝令兵。単独で長時間任務を行うために、女子攻兵はぽっちゃり体型となっている。
母を助けるために、志願して女子攻兵となった。長時間搭乗したままで任務をこなしているが精神汚染は進んでいない。
ナオミ
生産プラントの傭兵。元女子攻猟兵。仲間とはぐれたタキガワを助ける。タキガワに任務を放棄して仲間になるように言い、様々な手を尽くす。
ヨシコ
タキガワの妻。自殺願望が強い。回想シーンのみ登場。

## 書誌情報
- 松本次郎 『女子攻兵』 新潮社〈バンチコミックス〉、全7巻
  1. 2011年11月9日発売、ISBN 978-4-10-771638-5
  2. 2012年7月9日発売、ISBN 978-4-10-771670-5
  3. 2013年4月9日発売、ISBN 978-4-10-771702-3
  4. 2013年11月9日発売、ISBN 978-4-10-771725-2
  5. 2014年6月9日発売、ISBN 978-4-10-771752-8
  6. 2015年3月9日発売、ISBN 978-4-10-771806-8
  7. 2015年12月9日発売、ISBN 978-4-10-771862-4